# 僕はここにいます。〜槇原敬之一番はじめのライヴ〜
『僕はここにいます。〜槇原敬之一番はじめのライヴ〜』（ぼくはここにいます まきはらのりゆき いちばんはじめのライブ）は、槇原敬之2作目の映像作品。1991年12月10日に、WEA MUSICから発売された。

## 概要
1991年9月に大阪・名古屋・東京の3か所で行われたデビュー後初のワンマンツアー「僕はここにいます。」の最終公演（1991年9月20日・日本青年館）を収録。

## 再発盤
2009年2月25日にワーナー時代の「SMILING 〜THE VIDEO COLLECTION〜」以外の全てのビデオと一緒に初DVDにて再発された。

## 収録曲
1. 80km/hの気持ち
2. AFTER GLOW
3. 3月の雪
4. ANSWER
5. ひまわり
6. どんなときも。
7. 北風
8. 僕は大丈夫
9. 冬がはじまるよ （ミュージック・ビデオ）